# Jitomsjön
Jitomsjön är en sjö i Älvsbyns kommun i Norrbotten och ingår i Piteälvens huvudavrinningsområde. Sjön har en area på 0,509 kvadratkilometer och ligger 320 meter över havet. Sjön avvattnas av vattendraget Jitombäcken.

## Delavrinningsområde
Jitomsjön ingår i det delavrinningsområde (730703-169739) som SMHI kallar för Mynnar i Sör-Grundträsket. Medelhöjden är 308 meter över havet och ytan är 11,32 kvadratkilometer. Det finns inga avrinningsområden uppströms utan avrinningsområdet är högsta punkten. Jitombäcken som avvattnar avrinningsområdet har biflödesordning 3, vilket innebär att vattnet flödar genom totalt 3 vattendrag innan det når havet efter 105 kilometer. Avrinningsområdet består mestadels av skog (81 procent). Avrinningsområdet har 0,51 kvadratkilometer vattenytor vilket ger det en sjöprocent på 4,5 procent.